# Arbitro regionale di scacchi
Arbitro regionale di scacchi è la prima qualifica per arbitri riconosciuta dalla Federazione Scacchistica Italiana, e permette di dirigere in tutta Italia solo i tornei con variazione Elo Blitz (0-10 minuti) e Rapid (10'01"-59 minuti).
Per conseguirla occorre  superare un esame scritto e orale dopo aver frequentato un corso di preparazione organizzato dalla stessa federazione. Tra la fine del corso e l'esame per il conseguimento della qualifica di Arbitro Regionale deve essere lasciato al candidato un adeguato periodo di tempo per lo studio che deve essere  almeno di 6 giorni.

## Criteri di ammissione agli esami
- Essere cittadino italiano.
- Essere in regola con il tesseramento alla Federazione Scacchistica Italiana.
- Aver compiuto il diciassettesimo anno di età.